# Litauische Badmintonmeisterschaft 2017
Die Litauische Badmintonmeisterschaft 2017 fand vom 6. bis zum 7. Mai 2017 in Vilnius statt. Es war die 55. Austragung der nationalen Titelkämpfe von Litauen im Badminton.

## Medaillengewinner
| Disziplin    | Gold                                   | Silber                                    | Bronze                                  |
| ------------ | -------------------------------------- | ----------------------------------------- | --------------------------------------- |
| Herreneinzel | Kęstutis Navickas                      | Kazimieras Dauskurtas                     | Mark Šames                              |
| Dameneinzel  | Akvilė Stapušaitytė                    | Gerda Voitechovskaja                      | Vytautė Fomkinaitė                      |
| Herrendoppel | Kęstutis Navickas Povilas Bartušis     | Alan Plavin Renaldas Šileris              | Mindaugas Dagilis Edgaras Slušnys       |
| Damendoppel  | Vytautė Fomkinaitė Akvilė Stapušaitytė | Rebeka Aleksevičiūtė Gerda Voitechovskaja | Indrė Petrulaitienė Rasa Šulnienė       |
| Mixed        | Povilas Bartušis Vaiva Žymantaitė      | Mark Šames Vytautė Fomkinaitė             | Karolis Eimutaitis Gerda Voitechovskaja |